# دبلوم اللغة الفرنسية المتقدم

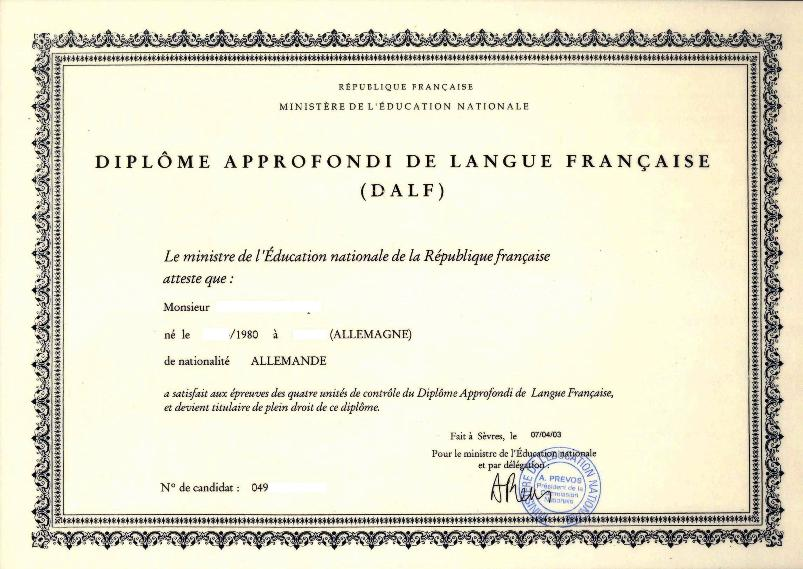
دبلوم اللغة الفرنسية المتقدم

دبلوم اللغة الفرنسية المتقدم، دالف (بالفرنسية: Diplôme approfondi de langue française) أو DALF، هي شهادة في قدرات اللغة الفرنسية لغير الناطقين باللغة الفرنسية ويديرها المركز الدولي للدراسات التربوية واختصاره CIEP في وزارة التعليم الفرنسية. وتتألف من شهادتين مستقلتين تتوافقان مع المستويان، C1 و C2، من الإطار الأوروبي المرجعي العام للغات. المستوى C2 هو أعلى مستوى يمكن بلوغه وفقًا لهذا الإطار، ويدل على إتقان اللغة الفرنسية واجادتها. يتم اعتماد الأقسام «الأساسية» و «المستقلة» لإتقان اللغة من خلال مستويات ديلف دبلوم الدراسات في اللغة الفرنسية من A1 إلى B2.

## أقسام الامتحانات

### دالف C1
للمؤهلين للمستوى دالف C1 كامل الحرية. يمكنهم التعبير عن أنفسهم بطلاقة وعفوية. لديهم مفردات كبيرة ويمكنهم اختيار التعبير المناسب للإبداء عن تعليقاتهم. يمكنهم تكوين خطاب واضح ومنظم جيدا بدون تردد، مما يظهر استخدامًا محكمًا لتكوين الجمل.
يتكون امتحان دالف C1 من أربعة أجزاء. يتم تصنيف كل جزء من صفر إلى 25 نقطة، ليصبح المجموع 100 نقطة. ومطلوب 50 نقطة على الأقل، وكذلك 5 نقاط على الأقل لكل جزء، لاجتياز الامتحان.
1. الفهم الشفهي (لمدة 40 دقيقة)
2. الفهم الكتابي (لمدة 50 دقيقة)
3. القدرات الكتابية، يتكون من توليف ومقال (لمدة 2 ساعة 30 دقيقة)
4. القدرات الشفوية، يتكون من عرض تقديمي ومناقشة مع المحكمين على أساس نص (لمدة 30 دقيقة؛ وساعة واحدة للإعداد)

### دالف C2
يتم التأكد من إجادة مؤهلين للمستوى دالف C2 في اللغة من خلال الدقة والملاءمة وطلاقة التعبير. المرشحين لـ مستوى C2 قادرون على استخدام اللغة لأغراض الأعمال وأغراض الأكاديمية وغيرها من أغراض المستوى المتقدم. 
يتكون امتحان دالف C2 من جزأين. يتم تصنيف كل جزء من صفر إلى 50 نقطة، ليصبح المجموع 100 نقطة. مطلوب 50 نقطة على الأقل في المجموع الكلي، وكذلك 10 نقاط على الأقل لكل من جزئي الامتحان، لاجتياز الامتحان.
1. الفهم القدرات الشفوية، ويتألف من عرض تقديمي ومناقشة مع المحكمين، بناءً على تسجيل مدته 15 دقيقة يتم الاستماع إليها مرتين (لمدة 30 دقيقة؛ وساعة واحدة للإعداد)
2. الفهم والقدرات الكتابية، ويعتمد على تكوين نص منظم على أساس ملف وثيقة يتكون من حوالي 2000 كلمة (لمدة 3 ساعات و 30 دقيقة)